# آبراهام ترمبلی
آبراهام ترمبلی (به انگلیسی: Abraham Trembley)،(زاده ۳ سپتامبر ۱۷۱۰ –درگذشته ۱۲ مه ۱۷۸۴ ژنو) طبیعی‌دان اهل ژنو بود. او اولین کسی بود که سرده هیدرا را مطالعه کرد و نیز به این دلیل که جزو اولین کسانی بود که جانورشناسی تجربی را توسعه داد، شناخته شده‌است. تسلط او در روش آزمایشی موجب شده‌است که برخی از مورخان علم او را «پدر زیست‌شناسی» بدانند.